# Roy Keane
Roy Maurice Keane (Cork, 10 de agosto de 1971) é um ex-treinador, comentarista esportivo e ex-futebolista irlandês que atuava como meio-campista. Atualmente é comentarista esportivo da Sky Sports. 
Ele é o jogador de futebol irlandês de maior sucesso de todos os tempos, tendo conquistado 19 troféus importantes em sua carreira no clube, 17 dos quais durante sua passagem pelo clube inglês Manchester United. Considerado um dos melhores meio-campistas de sua geração, Keane foi nomeado por Pelé na lista FIFA 100 dos maiores jogadores vivos do mundo em 2004. Notável por seu comportamento difícil e impetuoso, ele foi classificado em 11º lugar na 'lista dos 50 jogadores de futebol "mais difíceis" da história em 2007' do jornal britânico The Times. Keane foi introduzido no Hall da Fama da Premier League em 2021.

## Biografia
Roy Maurice Keane nasceu em uma família da classe trabalhadora na área de Ballinderry Park, no subúrbio de Mayfield, em Cork, em 10 de agosto de 1971. Seu pai, Maurice, trabalhava onde quer que encontrasse; isso incluiu empregos em uma empresa local de malhas e na cervejaria Murphy's Irish Stout, entre outros. Sua família gostava de esportes, especialmente futebol, e muitos de seus parentes haviam jogado em clubes juniores de Cork, como o Rockmount. Keane começou a lutar boxe aos nove anos e treinou por vários anos, vencendo todas as suas quatro lutas na liga novata. Durante este período, ele se desenvolveu como um jogador de futebol muito mais promissor na Rockmount, e seu potencial foi destacado quando foi eleito o "Jogador do Ano" em sua primeira temporada. Muitos de seus companheiros de equipe tiveram a oportunidade de fazer testes no exterior com times de futebol ingleses, mas Keane não. Ele apoiou o Celtic e o Tottenham Hotspur quando criança, citando Liam Brady e Glenn Hoddle como seus jogadores favoritos, mas o jogador do Manchester United , Bryan Robson, mais tarde se tornou o jogador de futebol que ele mais admirava.

## Carreira em clubes
Keane começou no futebol nas categorias de base do Rockmount AFC. Iniciou profissionalmente no Cobh Ramblers, em 1989, e se transferiu para o Nottingham Forest, na temporada seguinte. O meio-campista chegou aos Foresters sem muita badalação, mas disputou 154 jogos e marcou 32 gols em 3 temporadas como jogador do clube.
Após o rebaixamento do clube na temporada 1992-93, Keane acabou contratado pelo Manchester United de Sir Alex Ferguson por 3,75 milhões de libras, um recorde de transferências entre equipes inglesas naquela época. Em sua primeira temporada pelos Red Devils, atuou por 53 vezes e marcou 8 gols.
Foi capitão do clube entre 1997 e 2005 e é um dos jogadores que ganhou mais títulos na história no futebol inglês. Foi dele o gol do primeiro título mundial do Manchester, na Taça Intercontinental de 1999, contra o Palmeiras.
Keane era um meio-campista box-to-box habilidoso e que chegava muito ao ataque, apesar de ter se destacado mais como um cão de guarda à frente do sistema defensivo das equipes por onde passou; após ter contribuído inclusive com quatro gols em dez jogos na surpreendente classificação irlandesa em desfavor dos favoritos neerlandeses à Copa do Mundo FIFA de 2002, foi descrito pela revista brasileira Placar como "um Dunga mais habilidoso".
Todavia, era considerado por vezes violento. Em 2001, no clássico do United contra o Manchester City, realizou uma das jogadas mais sujas já vistas no futebol inglês, ao entrar violentamente no capitão da equipe rival, o norueguês Alf-Inge Håland, pai do atual atacante do City, Erling Haaland, que teve de encerrar a carreira devido às consequências da lesão. Roy Keane afirmou depois que não estava arrependido, justificando-se como a sua vingança por se ter lesionado num choque com o mesmo Håland na temporada 1997/98. Naquela ocasião, este jogava no Leeds United e a lesão de Keane, recém-promovido a capitão do Manchester, fê-lo perder o resto da temporada - e os Red Devils perderiam o título da Liga Premier para o Arsenal FC.. Já em 2001 o United não só terminou campeão como o City, adiante, viria a ser rebaixado.
Keane também costumava ser duro com os próprios companheiros, quando os julgava pouco empenhados. Em 2005, não se inibiu, em entrevista à própria emissora oficial do Manchester United, em criticar publicamente Rio Ferdinand, com essas palavras: "tem gente que pensa que é estrela só porque recebe 180 mil dólares por semana e joga bem 20 minutos contra o Tottenham. Existe uma inversão de valores na equipe. Parece que nesse time você tem que jogar mal para ser recompensado. Talvez é o que eu deva fazer. Jogar mal". A entrevista acabou jamais transmitida, embora o conteúdo se disseminasse e gerasse mal estar.
Keane e o clube viriam naquele mesmo ano a extinguir o contrato do irlandês, no início da temporada 2005-06. O clube vinha de um ano sem títulos, e a pressão era grande por parte dos adeptos. No início da época, Keane já havia criticado o treinador Alex Ferguson ao abrir a concentração da equipe, em Algarve, para familiares. Após o episódio de críticas públicas de Keane na própria emissora do United, Ferguson  tirou a faixa de capitão do jogador e não ofereceu-lhe um novo contrato, ainda que isso significasse uma saída a custo zero. Keane veio então a firmar contrato com o Celtic.Após apenas seis meses, ele encerrou sua carreira profissional, após seguidas lesões na reta final de sua trajetória - sobretudo nos quadris.

## Seleção
Foi capitão da Seleção Irlandesa, pela qual foi convocado para duas Copas do Mundo: o de 1994 e o de 2002. No mundial da Coreia e Japão, entretanto, pediu dispensa da equipe antes da competição, após ser acusado pelo técnico Mick McCarthy de simular uma lesão às vésperas do mundial. O caso ficou conhecido como Incidente de Saipan, e o Keane que comandou a Irlanda foi outro - Robbie Keane, que, ao contrário do que se possa imaginar, não tem parentesco com Roy. Roy Keane só voltou a jogar uma partida pela seleção irlandesa em 2004, após a demissão de McCarthy.
No total, Roy Keane jogou 67 partidas pela Irlanda e marcou 9 tentos, até seu último jogo em 2005.

## Títulos
Nottingham Forest
- Full Members Cup: 1991–92

Manchester United
- Premier League: 1993–94, 1995–96, 1996–97, 1998–99, 1999–00, 2000–01, 2002–03
- Taça da Inglaterra: 1993–94, 1995–96, 1998–99, 2003–04
- Supertaça da Inglaterra: 1993, 1996, 1997, 2003
- Liga dos Campeões da UEFA: 1998–99
- Taça Intercontinental: 1999

Celtic
- Scottish Premier League: 2006–07
- Taça da Liga Escocesa: 2006–07

### Treinador
Sunderland
- Football League Championship: 2006–07

Individual
- Football League Championship Manager of the Month: February 2007, March 2007
- LMA Championship Manager of the Year: 2006–07[18]